# Stephen Wilkinson
Stephen Wilkinson, znany jako Bibio, jest angielskim producentem muzycznym. Tworzy przede wszystkim muzykę elektroniczną. Obecnie nagrywa w Warp Records, wcześniej robił to w Mush Records.
Mieszkaniec Wolverhampton w regionie West Midlands, Anglia, Wilkinson rozwinął pasję do muzyki eksperymentalnej w Middlesex University w Londynie, gdzie studiował "Sonic Arts". Rozwinął swój własny styl muzyki, czerpiąc z doświadczeń współczesnych zespołów elektronicznych, takich jak Boards of Canada oraz włączał nagrywanie w terenie, gdzie 'znajdował' dźwięki i wykorzystywał je. Elektronicznie zmodyfikowane melodie gitarowe i monotonne dźwięki syntezatorów są powracającym tematem w jego kawałkach, dlatego wiele osób oznacza jego muzykę jako hybryda muzyki dance lub inteligentny rodzaj muzyki ludowej.
Jego muzyka została niedawno licencję na komercyjne wykorzystywanie w kampaniach LL Bean, Adult Swim, Toyota i Amazon.com. Jego utwór "Lovers' Carvings", znalazł się w najnowszym projekcie Google.

## Dyskografia

### Albumy
- fi (2005, Mush Records)
- Hand Cranked (2006, Mush Records)
- Vignetting the Compost (2009, Mush Records)
- Ambivalence Avenue (2009, Warp Records)
- The Apple and the Tooth (2009, Warp Records)
- Mind Bokeh (2011, Warp Records)

### Single
- "Sheila Sets Sail"/"Tribio" (2006, Artist's Valley Records)
- Ovals and Emeralds (2009, Mush Records)
- "Ambivalence Avenue"/"Fire Ant" (2009, Warp Records)
- "Hedged-in" (2009)
- "Lovers' Carvings" (2011) (UK Singles Chart)
- "K is for Kelson" (2011)
- T.O.Y.S. EP (2011)